# 罗别根花园
31°12′01″N 121°23′54″E / 31.200343°N 121.398465°E
罗别根花园位于上海市长宁区虹桥路2310号，是曾经的上海首富:281——房地产商维克多·沙逊的私人住宅，因建筑靠近罗别根路（今哈密路）而得名。
罗别根花园于1931年建成。抗日战争时期，它被多次转让，原属于沙逊的罗别根花园先后被转给了日军、赵志模、金兆海、寅丰毛纺织公司。抗日结束后，沙逊想重新收回罗别根花园，但最终败诉。1956年，寅丰搬往香港，此后它先后被转给了上海纺织局、海南置地集团上海总部、卡梅尔咨询投资有限公司。在此期间，罗别根花园于1989年4月25日被列为上海市文物保护单位、上海市优秀历史建筑。
现在，建筑存在保护与修复方面的问题。建筑的花园部分被改造为菜地，建筑内部也欠缺维护。有关部门和业主都有修复计划，但这些计划有的以失败而告终，有的还没有展开。

## 历史沿革
在罗别根花园建设时，根据政府与外国签订的各个条约，外国人在上海租界外的土地无法取得土地权:81，沙逊洋行为此于20世纪20年代后期以中国人邢鼎丞的名义成立了大中实业公司。1930年，沙逊洋行以大中实业公司的名义买下了虹桥路底、高尔夫俱乐部西侧的20亩地和程家桥附近的104亩地，分别建造伊甸园（又名伊扶司）和罗别根花园:18。1931年，罗别根花园建成。
1937年，八一三事变爆发，中国军队在此驻军:18。1941年太平洋战争爆发后，沙逊的罗别根花园被日军控制。由于日军急于取得资金，住宅被转卖给了赵志模，后来赵志模又将它转卖给了金兆海，金兆海又将这栋住宅转卖给了寅丰毛纺织公司:162:207:33:115。
1945年，中国在抗日战争中获胜，沙逊回到上海计划收回他的财产:207。然而住宅在抗战期间几经易主，寅丰的相关手续也符合法律规定，所以寅丰拒绝放弃罗别根花园的持有权。沙逊认为这是日军从他手中夺走的财产，现在日军已经战败并离开，理应归还给他。为了重获住宅，他搭好了和苏、浙、皖的敌产管理局的关系并取得了管理局的正式批文:207。但寅丰坚持重申“外侨不得在上海租界以外的地区拥有土地权”这一条，上海地方法院也认为沙逊洋行取得土地时的行为是非法的，因此沙逊败诉。沙逊不服，想再度上诉，但后来中共控制了上海，沙逊不得不放弃了重新上诉的念头。
1956年，寅丰的老板举家迁往香港，上海纺织局得到了罗别根花园，并将它长期用作纺织系统疗养院:48。20世纪90年代，纺织局将罗别根花园转给了海南置地集团上海总部。1989年4月25日，罗别根花园被列为上海市文物保护单位、上海市优秀历史建筑。2002年，卡梅尔咨询投资有限公司取得了此住宅。2004在中介挂牌并开出了1.2亿元的天价。

## 建筑架构

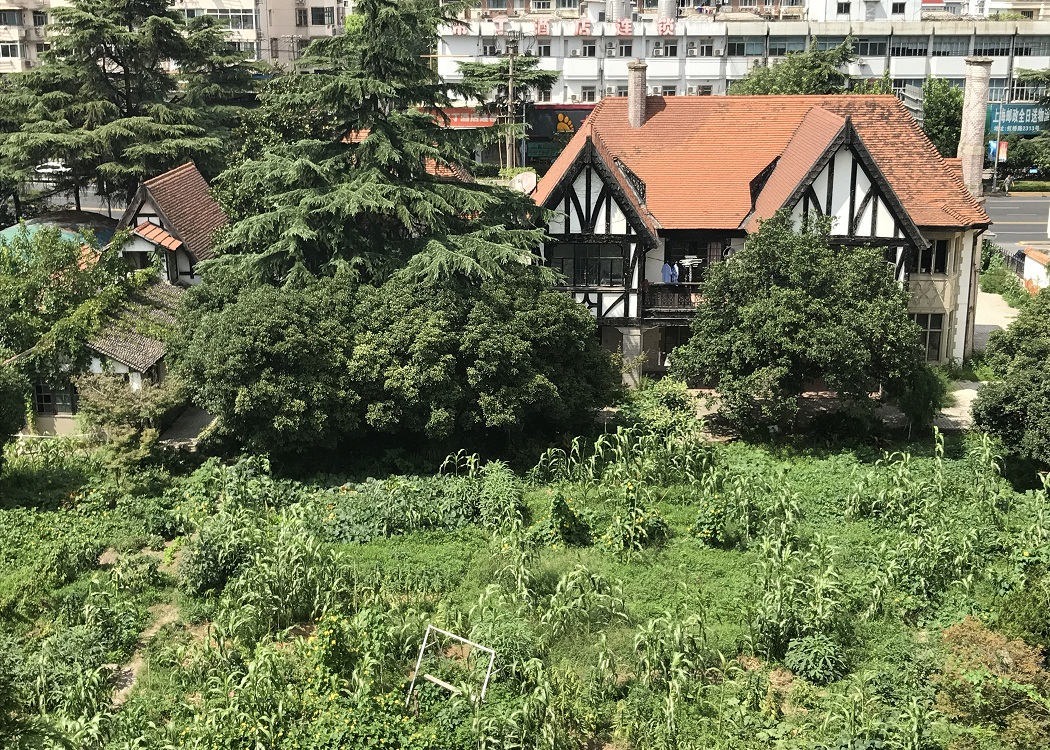
罗别根花园全景

### 外部结构
罗别根花园是一座英国乡村别墅，砖木结构，高二层，占地面积约为960平方米。屋顶由红瓦铺设；屋面陡峭；建筑立面为白粉墙，面向南方，其造型以两层阳台为中心；木架构外露，下方有图案装饰；两侧的山墙在比例上有轻微的不同，但基本对称。屋面、屋顶和木架构的淡色调与立面和山墙的单色调形成了鲜明的反差。门窗的形状为长方形，样式多为落地式，可增加采光、为花园的景色提供更好的视觉效果；底层窗户的窗套置有用于装饰的隅石，带有少量的古典主义色彩。底层还设有敞廊，面向花园，可贯穿主立面。

### 内部结构
在大厅内，屋架梁柱和墙壁的衔接处通过黄铜雕花进行包边装饰，窗框和门套都刻有格调统一的螺旋式木纹，壁炉由水泥和青砖筑成，没有任何装饰，壁灯的外侧有铜制照面，暖气水汀片外加有铁铸的雕花围栏。从西面的小楼梯和长走廊可以进入二楼，朝南一侧建有两间主人的卧房和起居室，北面建有储藏室，西面还设有一个卫生间。

## 保护与修复

### 住宅现状
罗别根花园现为上海市文物保护单位、上海市优秀历史建筑，建筑被空置。建筑内的花园缺乏打理，水池被大面积破坏，树木的破坏十分严重，而且花园内还有菜地，秋千布满了锈迹。在建筑内部，地板和天花板都出现了破洞，墙面出现了大面积的脱落、风化，地上堆积了许多杂物。铁门上的部分栅栏也有损坏。

### 维修计划
业主方面，卡梅尔咨询投资有限公司曾于2008年和2013年先后提交过保护修复的方案，委托过专业设计单位测量过罗别根花园。但是根据中华人民共和国文物保护法的有关规定，文物保护单位的修复工作需要按照规定流程进行，而且工程造价高昂，有关人员估计称会耗费3000万左右的人民币修复，相关方案也没有通过，修复方案因此以失败而告终。卡梅尔咨询投资有限公司长年驻扎在张家港，住宅的日常维护工作由2名工作人员打理。工作人员在原花园内种菜，还养了鸡、猫、狗等。
有关部门方面，长宁区文化局、长宁区文管办和文化行政执法大队等部门此前已经探访过罗别根花园，他们认为部分破损、花园绿化受损和环境杂乱的问题是存在的。据2017年东方网报道，这些部门已敦促业主抢修住宅，整治建筑和周边环境，要求公司给出“合理的整改方案”、在限期内“立即开展抢修事宜”。但截至2017年时，修复工作仍未展开。

### 相关画作
- 建筑正面的钢笔画 （页面存档备份，存于）